# Jacques Desiré Laval

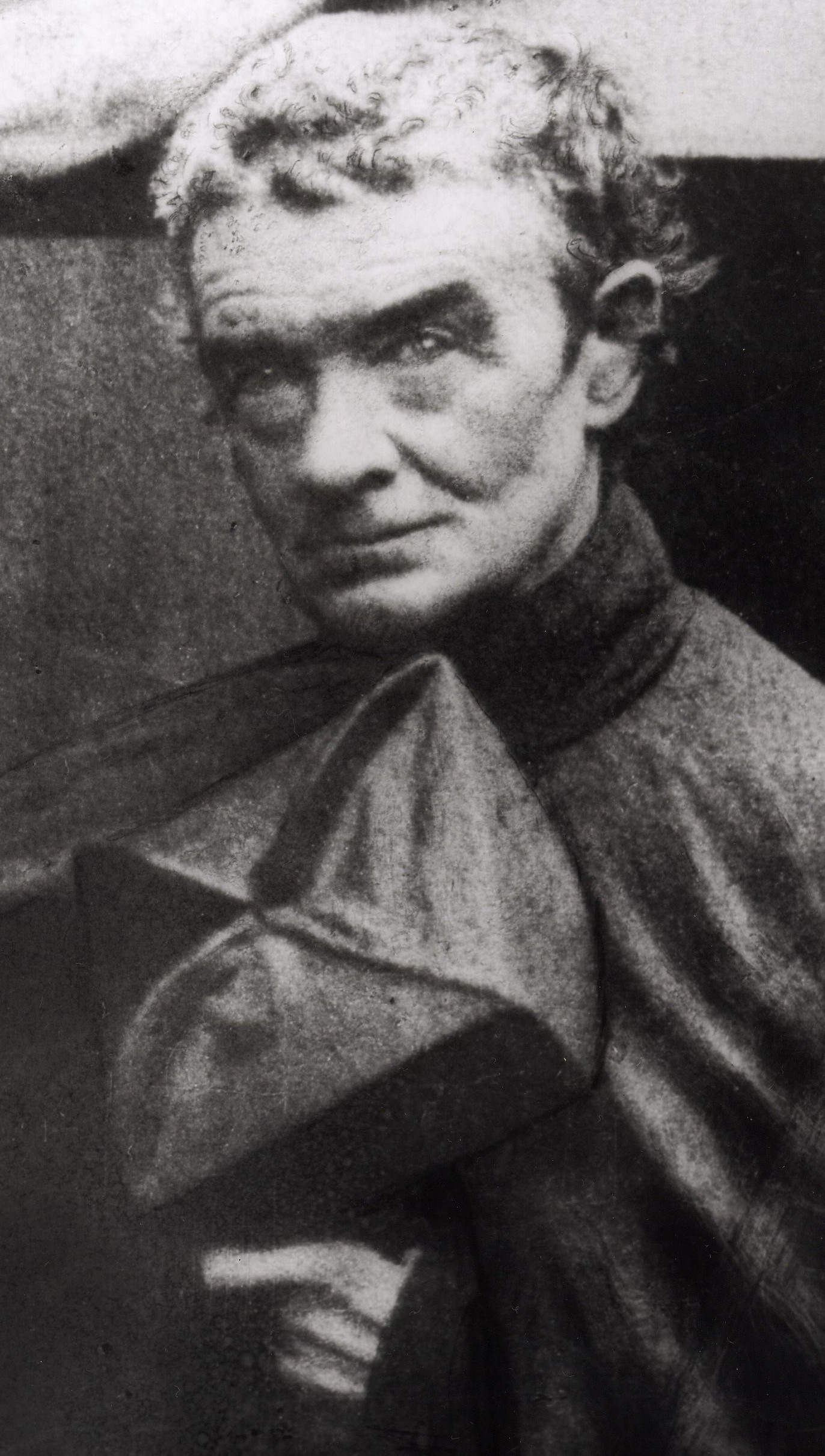
Jacques Desiré Laval

Jacques Desiré Laval (* 18. September 1803 in Croth, Normandie; † 9. September 1864 in Port Louis) war ein französischer Missionar und Mitglied des Ordens der Spiritaner (C.S.Sp.). Am Sonntag, dem 29. April 1979 erfolgte seine Seligsprechung, die erste, die von dem neu gewählten Papst Johannes Paul II. vorgenommen wurde. 

## Leben
Jacques Laval absolvierte ein Studium der Medizin mit einem hervorragenden Doktorexamen an der alten Sorbonne in Paris. Mit 28 Jahren übernahm er in Saint-André-de-l’Eure nahe Évreux in der Normandie die Praxis eines Landarztes. Auf die Dauer befriedigte ihn jedoch die Arbeit als Arzt nicht mehr. Er war in gewisser Weise neben seiner Existenz als Landarzt ein junger Lebemann, ein sportlicher Reiter, suchte jedoch nach einem Sinn für sein Leben. So traf er schließlich in Paris auf Pater Libermann, Sohn eines elsässischen Rabbiners, und seine eben erst gegründeten „Gemeinschaft vom Herzen Mariä“, die später mit der „Missionsgesellschaft vom Heiligen Geist“ (Spiritaner) vereinigt wurde.
Als erster Missionar dieser Gesellschaft ging der junge Priester nach seinem Theologiestudium und einem Noviziat in Paris im Jahr 1841 nach Mauritius, der Zuckerrohrinsel im Indischen Ozean. Im Jahre 1839 waren auf Mauritius 70.000 Sklaven frei geworden. Unter ihnen gewann Laval seine Mitarbeiter, die er dann zu Katecheten ausbildete, um sie auf der ganzen Insel Wortgottesdienste halten und Seelsorge leisten zu lassen. Er selbst richtete sich neben der Kathedrale von Port Louis in einer Baracke aus Abfallbrettern ein.
Als er nach seinem Tod zum Grab geleitet wurde, begleiteten ihn an die 40.000 Menschen aller Religionen zum Zeichen ihrer Wertschätzung.

## Seligsprechung
Durch den Tod von Papst Paul VI. (6. August 1978) und schon bald darauf auch von Papst Johannes Paul I. (29. September 1978) musste die Seligsprechung in das Jahr 1979 verschoben werden.
Mit seiner Seligsprechung 1979 wurde Pater Laval zum ersten Seligen des Spiritaner-Ordens, noch vor ihrem Gründer Franz Maria Paul Libermann.